# The Lady and the Mouse
The Lady and the Mouse er en amerikansk stumfilm fra 1913 af D. W. Griffith.

## Medvirkende
- Lillian Gish
- Lionel Barrymore
- Harry Hyde
- Dorothy Gish
- Kate Toncray